# The Porn Kings
The Porn Kings es un conjunto de música bailable, de Liverpool, Inglaterra.
Liderado por Davy T., el grupo lanzó su sencillo con el que debutaron, "Up to No Good", en 1996, que se convirtió en un éxito en Alemania, Reino Unido, Canadá y Estados Unidos. Lanzaron un álbum, "Up to No Good", en 1999. Además, se realizaron varios remixes de esta canción, los DJs Young MC, Josh Wink, Pamela Fernandez y DJ Quicksilver. Su sencillo "We're Watching You" se convirtió en la banda sonora de la película de 2001, "The Hole", protagonizada por Thora Birch y Keira Knightley.
Más éxitos publicados en Reino Unido son "Amour (C'Mon)", "Up to the Wildstyle", "Sledger" y "Shake Ya Shimmy".

## Sencillos
- "Up to No Good" (1996) CAN #11,[1] US #22,[1] UK #28[2]
- "Amour ()" (1997) UK #17[2]
- "Up to the Wildstyle" (1999) as The Porn Kings vs. DJ Supreme. UK #10[2]
- "Shake Ya Shimmy" (2003) as The Porn Kings vs. Flip & Fill. UK #28[2]